# Євлогій (Геслер)
Блаженніший архієпископ Міланський, митрополит Аквілейський Євлогій (Клаус Августин Геслер; 21 лютого 1935, Дортмунд, Третій Рейх — 20 січня 2019, Мілан, Італія) — православний церковний діяч, засновник і керівник Священного Міланського Синоду, протягом 1994—1997 років належав до єпископату УПЦ КП.

## Біографія
Народився 21 лютого 1935 року в Дортмунді (Німеччина) в родині Генріха та Єлизавети Геслерів. Родина була конфесійно змішаною: батько належав до протестантів, а мати до Римо-католицької Церкви. При цьому Клауса було охрещено за католицьким обрядом.
Після досягнення повноліття Клаус Геслер приєднався до Бенедиктинського ордену РКЦ та розпочав навчання в Папському університеті святого Томи Аквінського. Але невдовзі він розчарувався в католицизмі і почав шукати шляхів переходу до Православної Церкви.

### Євлогій в Московському Патріархаті (1970—1984)
У 1970 році Клаус Геслер публічно зрікся католицтва і перейшов під омофор митрополита Сурозького РПЦ Антонія (Блума): його було пострижено в ченці під іменем Євлогія (раніше він прийняв католицьке чернецтво у бенедиктинців під власним іменем). В 1971 році ченця Євлогія висвячено на диякона єпископом Корсунським РПЦ Петром (Люїльє). У 1972 році митрополит Антоній (Блум) висвятив Євлогія (Геслера) на пресвітера та спрямував на парафіяльне служіння до північної Італії. Тут Євлогій заснував православні громади в Мілані, Болоньї, Лугано, Бергамо, Генуї, Павії, Брешії та Модені.
У 1975 році рішенням митрополита Антонія (Блума), під омофором якого він звершував служіння, Євлогія зведено до сану ігумена, а згодом і до сану архимандрита Сурозької єпархії РПЦ.

### Євлогій в Православній церкві Португалії
У 1984 році Євлогій перейшов з РПЦ до перейшов до старостильного руху синодів, де 9 вересня того ж року висвячений на єпископа Міланського. Увійшов до єпископату Православної церкви Португалії.

### Створення Священного Міланського Синоду (1990—1994)
Не визнавши входження Православної церкви Португалії до складу Польської Православної Церкви, що відбулося 26 вересня 1990 року, архієпископ Євлогій вже 27 вересня 1990 року заявив про створення нової церковної юрисдикції, що отримала офіційне найменування Православна Автономна Митрополія Західної Європи (неофіційно іменувалася «Священним Міланським Синодом»). З єпископату Православної Церкви Португалії, крім самого митрополита Євлогія, в Міланський Синод перейшли також архиєпископ Туринський Грегоріо (Басоліні) та єпископ Паризький Вігілій (Морале).

### Євлогій у складі ієрархії УПЦ КП (1994—1997)
Паралельно митрополит Євлогій вів діалог з предстоятелем Української православної церкви в США Мстиславом (Скрипником). У 1989 році, він, ще перебуваючи в складі Синоду Православної Церкви Португалії, домігся встановлення міжцерковного спілкування між нею та УПЦ в США.
Після відділення від Православної Церкви Португалії і утворення Священного Міланського Синоду митрополит Євлогій продовжив міжцерковне спілкування з УПЦ в США. Зокрема, він взяв участь у спільних з ієрархами цієї церкви єпископських висвяченнях Лазаря (Пухала) 28 вересня 1990 року та Варлаама (Новакшонова) 2 жовтня 1994 року.
У 1994 році митрополит Міланський Євлогій відвідав Київ і зустрівся з патріархом Київським і всієї Руси-України Володимиром (Романюком). Після переговорів між ними було досягнуто згоди про включення Священного Міланського Синоду до складу Української православної церкви Київського патріархату на правах автономної церковної одиниці. Спеціальним Томосом від 20 березня 1994 року патріарх Київський Володимир (Романюк) проголосив акт створення Автономної Західноєвропейської митрополії в складі Київського Патріархату. Предстоятель новоствореної автономії отримав титул «Блаженнішого архиєпископа Мілана, митрополита всієї Західної Європи та Канади».
У 1995 році митрополит Євлогій взяв участь у Помісному соборі УПЦ-КП, скликаному для виборів нового патріарха Київського, яким став Філарет (Денисенко). Разом з Євлогієм, учасниками собору стало також кілька єпископів його юрисдикції: єпископ Паризький Вігілій (Моралес), єпископ Турінський Григорій (Баколіні), та інші. 
Невдовзі між Євлогієм та Філаретом виник конфлікт. У 1996 році патріарх Філарет надіслав митрополиту Євлогію телеграму з вимогою відмовитися від юрисдикційного очолення парафій на американському континенті. Окрім того, патріарх Філарет настійно вимагав припинення носіння митрополитом Євлогієм білого патріаршого куколя. У відповідь на ці вимоги Міланський Синод опублікував документ від 14 вересня 1997 року під назвою «Повідомлення Автономної Митрополії Західної Європи і Америки про припинення спільності з Владикою Філаретом з Києва». Ця заява констатувала факт розриву церковної єдності з Київським Патріархатом з огляду на порушення останнім умов Томосу патріарха Володимира від 20 березня 1994 року, яке бачилося в спробі патріарха Філарета узурпувати владу над американськими парафіями.
При розриві відносин Київського Патріархату з Міланським Синодом зі складу останнього вийшов висвячений Євлогієм архієпископ Паризький і Ліонський Михаїл (Лярош). Він лишився серед єпископату УПЦ КП і отримав від патріарха Київського титул митрополита. На початок 2021 року митрополит Михаїл продовжує зберігати свою юрисдикційну належність до Православної церкви України.

### Незалежний Міланський Синод (1997—2011)

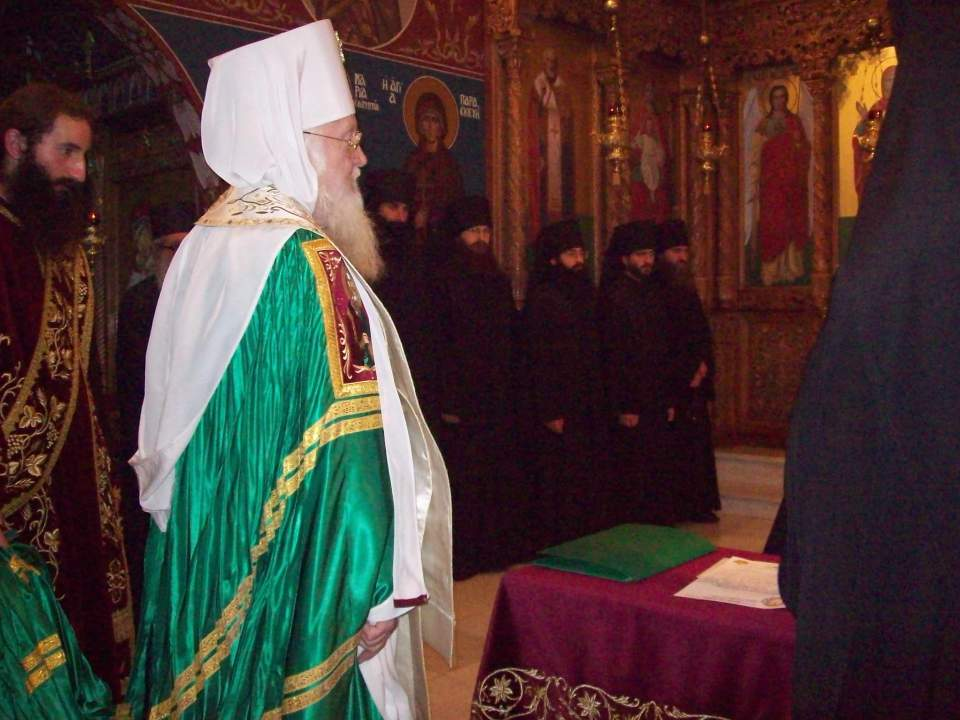
Митрополит Євлогій звершує богослужіння

Паралельно з розгортанням конфлікту з предстоятелем УПЦ КП митрополит Євлогій налагодив контакти з рядом православних єпископів у США, що перебували під омофором єпископа Джона ЛоБю і з 1977 року мали реєстрацію як Синод Православних Єпископів Західного обряду (Synod of Orthodox Bishops of the Western Rite). В лютому 1997 року вони розпустили свій Синод і увійшли до складу Священного Міланського Синоду. Тоді ж до офіційного титулу митрополита Євлогія було додано формулювання «...і Америки», а число парафій під його омофором, завдяки американським громадам, значно зросло.

### Саморозпуск Міланського Синоду (2012—2013)
У 2011-2012 роках серед єпископів Священного Міланського Синоду посилилася партія, яка пропонувала розпустити Синод і увійти до єпископату Московського Патріархату (навіть якщо це потребуватиме формального повторного висвячення на єпископів). З цієї причини 22 березня 2011 року з митрополитом Євлогієм розірвали міжцерковне спілкування Авлонська митрополія та Американська митрополія. На початку 2012 року Євлогію вдалося відновити спілкування з Авлонською митрополією, але вже за кілька днів, 8 квітня, він піддався на переконання проросійської партії та оголосив про зречення свого архієрейства (як набутого в розколі неканонічним шляхом) і звершив богослужіння за чином архимандрита (тобто в сані, у якому він покинув Московський Патріархат).
Внаслідок цього кроку Міланський Синод практично розпався, а незначна кількість вірних Євлогію парафій в Італії об'єдналися в «Православний Екзархат Лангобардії» (Esarcato Ortodosso di Longobardia), який він очолив у сані архимандрита.
Інша частина духовенства Міланського Синоду, що відмовилася підтримати його саморозпуск, об'єдналася в Автономну Митрополію Православних Християн Старого Календаря в Італії (Associazione Metropolia Autonoma Christian Ortodossa Dopo Il Vecchio Calendario). Її очолив висвячений Євлогієм у 2008 році архієпископ Бергамо Онуфрій (Поп), що прийняв титул «митрополита Італії».
Однак, після більш ніж двох років інтенсивних переговорів з Московським Патріархатом, Євлогій переконався в неможливості приєднання до РПЦ на прийнятних для нього і лояльного йому духовенства умовах.

### Відновлення Міланського Синоду (2013—2019)
30 липня 2013 року Євлогій оголосив про відновлення Священного Міланського Синоду і про повернення собі архиєрейського сану (з титулом «архиєпископа Міланського, митрополита Аквілейського»). До відновленого Синоду приєдналася частина його «старих» членів, зокрема Авондій (Біка), який у 2011—2012 роках виступав головним ініціатором переговорів з Московським Патріархатом.
Митрополит Євлогій прагнув відродити колишню чисельність та авторитет Священного Міланського Синоду.
Митрополит Євлогій помер 20 січня 2019 року о 20.49 за міланським часом.

## Погляди

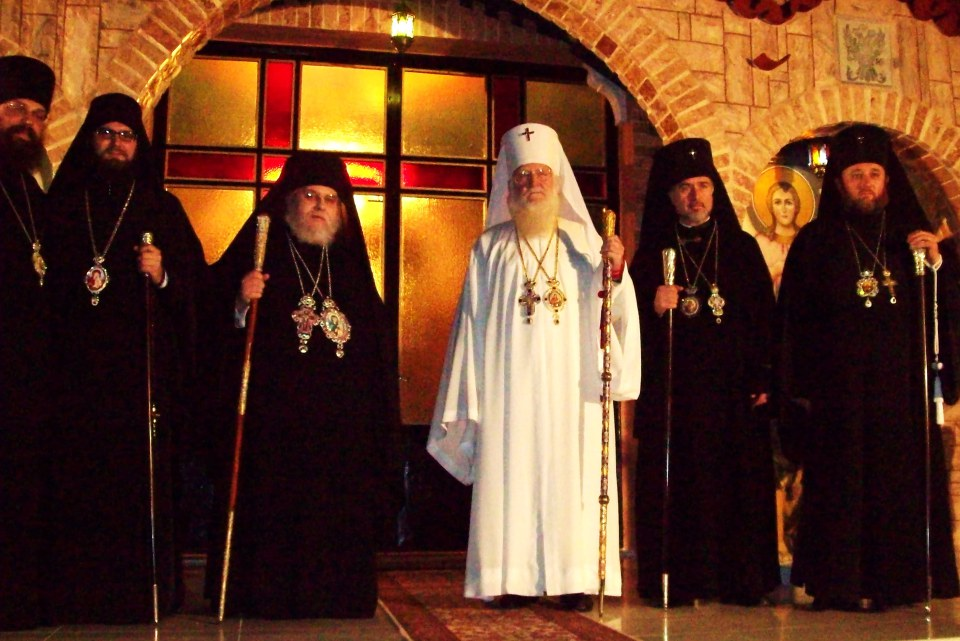
Митрополит Євлогій та його єпископат

Митрополит Євлогій богословськи обґрунтовував необхідність православної місії на Заході та необхідність створення місцевих автокефальних церков у Західній Європі.
Характерною рисою Міланського Синоду є підкреслено негативне ставлення до календарної реформи і екуменічного руху, що робить зазначену юрисдикцію ідеологічно близької з усіма старостильними церквами.

### Відносини з РКЦ
Митрополит Євлогій та його оточення неодноразово критично висловлювалися щодо віровчення та практики Римо-Католицької Церкви. Разом з тим, після смерті митрополита його перший вікарій Авондій (Біка) розповів, що Євлогій багато років товаришував з католицьким архиєпископом Мілана, кардиналом Карло Мартіні. Зокрема, наприкінці 1980-х років коли в келії Євлогія сталася пожежа через несправну піч, кардинал Мартіні надіслав йому коштовний золотий хрест, який дозволив митрополиту придбати нове ліжко та меблі.

### Західний обряд
В 1997 році під омофор митрополита Євлогія перейшло кілька американських православних єпископів, що звершували богослужіння за західним обрядом. Відтоді під омофором митрополита Євлогія перебувають громади латинського богослужбового обряду, до чого сам митрополит ставився лояльно .

## Критика

### Розкольницька діяльність
Митрополит Євлогій неодноразово публічно критикувався ієрархами Московського Патріархату (в якому починав священицьку діяльність) як організатор неканонічного розколу.  Керівник МП в Італії Михаїл Талалай назвав маргінальною ідею Євлогія створити помісну Православну Церкву Італії, хоча визнав чисельність і згуртованість очолюваної Євлогієм Міланської православної громади.

### Спілкування з Никодимом (Ротовим)
Окремими представниками Російської Православної Церкви Закордоном (у протистоянні з Московським Патріархатом) висловлювалися критичні судження щодо митрополита Євлогія через його дружнє спілкування, в часи перебування в юрисдикції Московського Патріархату, з митрополитом Ленінградським РПЦ Никодимом (Ротовим), який мав вкрай негативну репутацію в консервативних православних колах.